# Strophocerus cossoides
Strophocerus cossoides är en fjärilsart som beskrevs av William Schaus 1904. Strophocerus cossoides ingår i släktet Strophocerus och familjen tandspinnare. Inga underarter finns listade i Catalogue of Life.